# Bitwa nad rzeką Trent
Bitwa nad rzeką Trent – bitwa stoczona w bliżej niesprecyzowanym miejscu nad rzeką Trent w Królestwie Lindsey w roku 679. Bitwa ta była starciem między wojskami Nortumbrii pod wodzą Egfryta oraz armią Mercji prowadzoną przez Ethelreda. Zwyciężyli Mercjanie, co zakończyło dominację Nortumbrii nad tym obszarem. Królestwo Lindsey pozostawało pod dominacją Mercji do najazdu wikingów w IX wieku.
Beda Czcigodny zanotował, że w zmaganiach śmierć poniósł młody Elfwine, król Deiry, cieszący się w Nortumbrii powszechną sympatią. Śmierć ta doprowadziła niemal do kolejnego konfliktu między królestwami, czemu zapobiegła jednak interwencja arcybiskupa Canterbury Teodora.